# Cola noldeae
Cola noldeae är en malvaväxtart som beskrevs av Arthur Wallis Exell. Cola noldeae ingår i släktet Cola och familjen malvaväxter. Inga underarter finns listade i Catalogue of Life.